# Ekaterina Kozitskaja
Ekaterina Ivanovna Kozitskaja, född Myasnikova 1746, död 1833, var en rysk industrialist. Hon var ägare av ett flertal koppargruvor i Uralbergen, främst Ust-Katav och kallades den rikaste kvinnan i sjuttonhundratalets Ryssland. Hon var arvtagare till sin far Ivan Semyonovich Myasnikov och gift med Katarina den storas statssekreterare Grigory Kozitsky.
Asteroiden 3702 Trubetskaya är uppkallad efter henne.